# Дзагоев, Игорь Игнатьевич
Игорь Игнатьевич Дзагоев (9 мая 1945, Сталинири — 1989) — советский футболист.

## Биография
Выпускник Цхинвальской средней школы №2, в которой также учились пятеро его будущих одноклубников. Начинал заниматься футболом под руководством Гаврила Георгиевича Гаглоева. В старших классах входил в сборные Юго-Осетинской автономной области по волейболу, баскетболу и гандболу.
На уровне команд мастеров дебютировал в составе клуба «Спартак» Орджоникидзе, за который выступал с 1967 по 1970 год. В 1969 году «Спартак» стал победителем первой лиги, и в сезоне-1970 Дзагоев сыграл 23 матча и забил 3 гола в высшей лиге. После завершения сезона перешёл в команду первой лиги «Строитель» Ашхабад, где провёл 4 года и сыграл 149 матчей, в которых забил 45 мячей. В 1975 году выступал за команду второй лиги «Орбита» Кзыл-Орда, после чего завершил игровую карьеру. С 1976 года работал директором Юго-Осетинской детско-юношеской школы футбола. Погиб в 1989 году.

## Достижения
«Спартак» Орджоникидзе
- Победитель первой лиги СССР: 1969